# Juli Tutor
Juli Tutor, en llatí Julius Tutor, fou un militar romà, d'origen trèver que va viure al segle i.
Vitel·li li va donar el comandament de la riba esquerra del Rin l'any 69. Després de la mort de Vitel·li el mateix 69 aC, es va unir a la revolta de Civilis al front d'una part dels trèvers que fins llavors havien restat lleials als romans. No hi va haver però signes d'oberta rebel·lió fins a la mort d'Hordeoni Flac. Junt amb Civilis i Juli Sabí, del poble dels lingons, en una reunió a Colonia Agrippinensis van decidir fer una emboscada a les forces romanes als passos dels Alps.
Dil·li Vòcula, el comandant romà, es va assabentar del complot però no tenia prou forces per avortar-lo, i encara va haver d'abandonar Colònia per anar contra Civilis a Castra Vetera. La revolta en aquell moment dels auxiliars gals, va obligar a Vòcula a retirar-se a Novesium. Juli Clàssic i els seus companys van convèncer a part de les tropes de Vòcula, d'amotinar-se i en els disturbis que van seguir, un desertor romà de nom Emili Longí, va ser enviat al camp de Vòcula, i el va matar. Llavors Clàssic va entrar al camp i es va posar les insígnies d'emperador romà i va obligar els soldats a fer el jurament a l'emperador dels gals (pro imperio Galliarum). El comandament es va repartir entre Clàssic i Tutor. Els soldats romans van convèncer els seus companys assetjats a Castra Vetera de rendir-se i fer el mateix jurament.
A Roma, Licini Mucià va decidir enviar un exèrcit poderós al Rin i posar fi a la revolta. En va encarregar el comandament a Quint Petili Cerealis i Anni Gal. Tutor va descuidar vigilar els passos dels Alps i els passos de l'Alt Rin i quan va aparèixer l'exèrcit romà, part de les seves tropes van desertar. Cerealis no va tardar a ocupar la capital dels trèvers, Augusta dels Trèvers.
Civilis esperava reforços de l'altre costat del Rin però Clàssic i Juli Tutor volien la batalla decisiva, que es va lliurar al Mosel·la, en la que els romans van obtenir una victòria completa. Colonia Agrippinensis va ser ocupada pel guanyador. Els rebels encara conservaven força poder i van destruir part de la flota romana i van derrotar a un cos de nervis que s'havien sotmès al legat romà Fabi Prisc i havien atacat als seus antics aliats.
Tutor es va retirar a Bingium, on va ser derrotat. Després de donar suport a Valentí en un intent de revifar la guerra es va unir a Civilis i Clàssic amb els quals va creuar el Rin. Els chauci se'ls van unir, i va fer un darrer esforç per mantenir el control de les illes dels bataus, però encara que inicialment victoriosos, aviat en van sortir derrotats. Com que la història de Tàcit s'acaba aquí la seva sort final no es coneix.